# تپه باغ شاه
تپه باغ شاه مربوط به عصر مس - عصر مفرغ - دوره اشکانیان -قرن ۴تا۷ ه.ق - دوره قاجار است و در شهرستان بروجرد، بخش مرکزی، دهستان همت‌آباد، ۶۵۰ متری شمال غرب روستای شمس‌آباد واقع شده و این اثر در تاریخ ۲۸ اسفند ۱۳۸۵ با شمارهٔ ثبت ۱۸۳۷۱ به‌عنوان یکی از آثار ملی ایران به ثبت رسیده است.